# Zaricicea, Bilohirsk
Zaricicea (în ucraineană Заріччя) este un sat în comuna Vasîlivka din raionul Bilohirsk, Republica Autonomă Crimeea, Ucraina.

## Demografie
Componența lingvistică a localității Zaricicea
     Rusă (37,5%)
     Ucraineană (6,25%)
     Tătară crimeeană (6,25%)
Conform recensământului din 2001, nu exista o limbă vorbită de majoritatea populației, aceasta fiind compusă din vorbitori de rusă (37,5%), ucraineană (6,25%) și tătară crimeeană (6,25%).